# Biskupský seminář v Českých Budějovicích

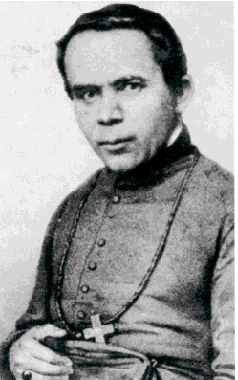
Nejslavnější absolvent semináře sv. Jan Nepomuk Neumann (1811–1860), 4. biskup filadelfský

Biskupský seminář byl kněžský seminář sloužící v letech 1803 až 1950 k přípravě adeptů kněžství v českobudějovické diecézi. Studium bylo původně tříleté, od roku 1815 čtyřleté, po první světové válce pak pětileté. V průběhu druhé světové války byli seminaristé totálně nasazeni v Německu a seminář uzavřen. Po válce byl znovu otevřen, ale v roce 1950 jej komunistické úřady uzavřely. Pět z několika tisíc jeho studentů se stalo biskupy, mezi nimi i sv. Jan Nepomuk Neumann. V roce 1991 na jeho činnost navázala Teologická fakulta Jihočeské univerzity. V roce 2017 nepřímo na činnost kněžského semináře v Č. Budějovicích navázal seminář Redemptoris Mater, vedený podle zásad neokatechumenátní cesty.

## Historie
O založení českobudějovického biskupského semináře se zasloužil první českobudějovický biskup Jan Prokop Schaaffgotsche. Císař Leopold II. v roce 1790 rozhodl, že pro zřízení semináře se může použít budova zrušeného kapucínského kláštera v Kněžské ulici. Seminář v této budově byl otevřen až 4. 11. 1804. Budova semináře byla v letech 1843–1844 přestavěna. Studium bylo původně tříleté, od roku 1804 čtyřleté. Na chování studentů dohlížel prefekt. Jedním z prefektů tohoto semináře byl pozdější českobudějovický biskup Šimon Bárta.

## Rektoři
- Josef Novák (od roku 1803 do roku 1818), později arcibiskup v chorvatském Zadaru[4]
- Vojtěch Benedikt Juhn[4]
- Václav Šembera (od 6. března 1826 do r. 1827)
- Dr. Jan Körner (od roku 1827 do roku 1848)[5]
- Franz Nitsch (od roku 1848 do r. 1859)
- Jan Weis (od 1. srpna 1859 do r. 1861)
- Dr. František Jechl (od 1. října 1861 do r. 1864).
- Jan Sika (od 1. října 1864 do r. 1871)
- Dr. Josef Hais (od 19. dubna 1871 do r. 1873), od r. 1875 biskup v Hradci Králové
- Dr. Jan Turner (od 1. října 1873 do r. 1875)
- Dr. Petr Špelina (od 1. října 1875 do r. 1884)
- Dr. Josef Hoffmann (od r. 1884 do r. 1889)
- Adolf Rodler (od roku 1884 do roku 1893)
- Mons. ThDr. Alois Jirák (od roku 1893)
- Karel Boček (od roku 1907 do roku 1926)
- Msgre. ThDr. Antonín Melka (od roku 1926 do roku 1934)
- Karel Reban (od 1. září 1934)
- ThDr. Augustin Malý (od 1. září 1948)
- ThDr. Josef Šídlo

## Vicerektoři
- Václav Klement Petr (1883–1901)
- Karel Boček (1901–1902)
- ThDr. Jan Roubal (kolem roku 1922 )
- doc. Albín Böhm (do 31. srpna 1934 a kolem roku 1938 )

## Spirituálové
- Karel Boček (1902–1907)
- Msgre. ThDr. Antonín Melka (1914 –1925)
- Karel Reban (od 30. září 1926 do 31. srpna 1934)
- doc. Albín Böhm (od 1. září 1934)
- Jan Paclík (kolem roku 1938)
- ThDr. Augustin Malý (do 31. srpna 1948)
- Adolf Pelikán SJ (od 1. září 1948)
- Václav Říha (od roku 1948)

## Známí absolventi
- Josef Vlastimil Kamarýt (1797–1833)[4]
- Josef Šmidinger (1801–1852)[6]
- Vojtěch Mokrý (1803–1882)[7]
- František Jaroslav Vacek Kamenický (1806–1869)
- Jan Nepomuk Neumann (1811–1860)
- František Dobromil Kamarýt (1812–1876)
- Josef Jan Evangelista Hais (1829–1892)
- Josef Hessoun (1830–1906)
- Bedřich Kamarýt (1831–1911)
- Martin Josef Říha (1839–1907)
- Josef Antonín Hůlka (1851–1920)
- Václav Klement Petr (1856–1901)
- Karel Traxler (1866–1936)
- František Bernard Vaněk (1872–1943)[8]
- Jan Evangelista Eybl (1882–1968), český kněz a odbojář
- Jaroslav Janák (1889–1971)
- Josef Plojhar (1902–1981)
- Josef Jílek (1908–1945)[8]